# جشنواره خورشید٬ مریدا (ونزوئلا)
جشنواره خورشید "فرییا دل سول" (به اسپانیایی: Feria del Sol)، یا کارناوال گاوبازی آمریکا "کارناوال تورینو ده آمریکا" (به اسپانیایی: Carnaval Taurino de America)، جشنواره بین‌المللی فرهنگی در شهر مریدا در کشور ونزوئلا است که در ماه فوریه هر سال برگزار می شود.جشنواره در کنار و همزمان با جشن کارناوال برگزار می شود. این جشنواره شامل مسابقات گاوبازی، نمایشگاه های فرهنگی، تجاری، کنسرت، رژه، ورزش، و یک رای گیری رقابت برای لا رینا دل سول (به فارسی: ملکه خورشید) است.

## نگارخانه

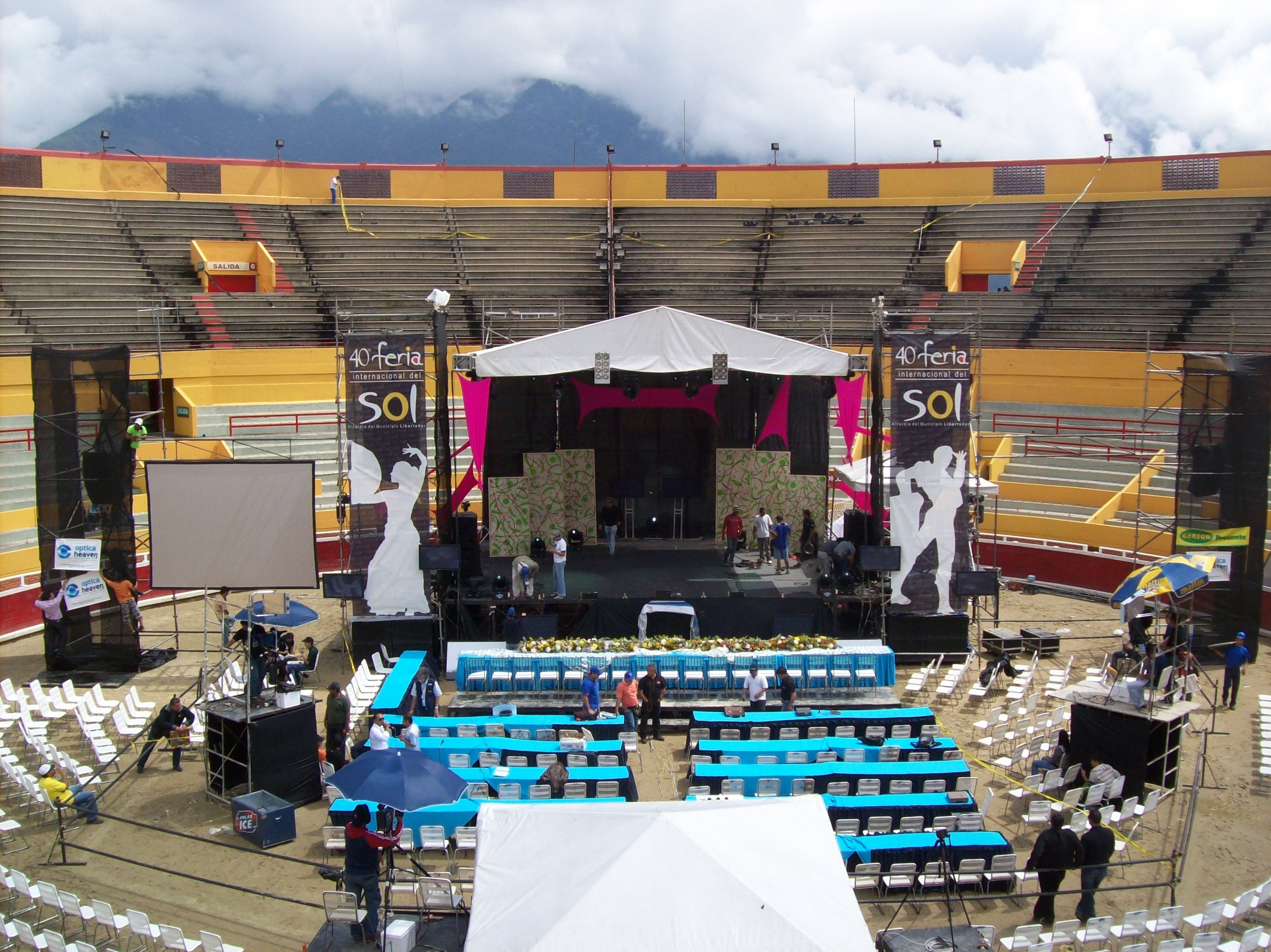
مرکز سیرک به یاد ماندنی در مریدا،جایی که مسابقه ملکه خورشید به پا می‌شود (رینا دل سول)
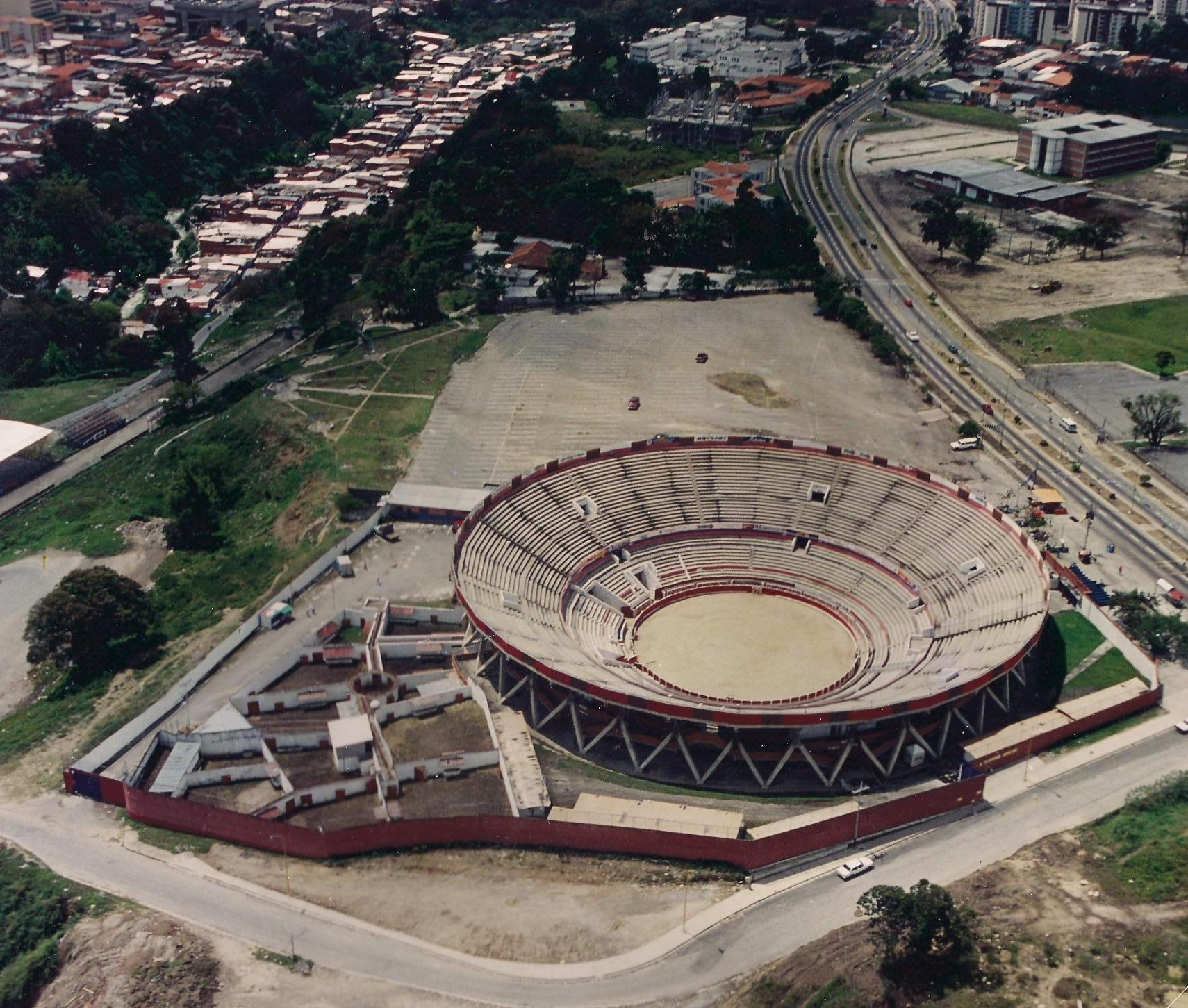
میدان گاوبازی رامون ادواردو ساندیا، مریدا
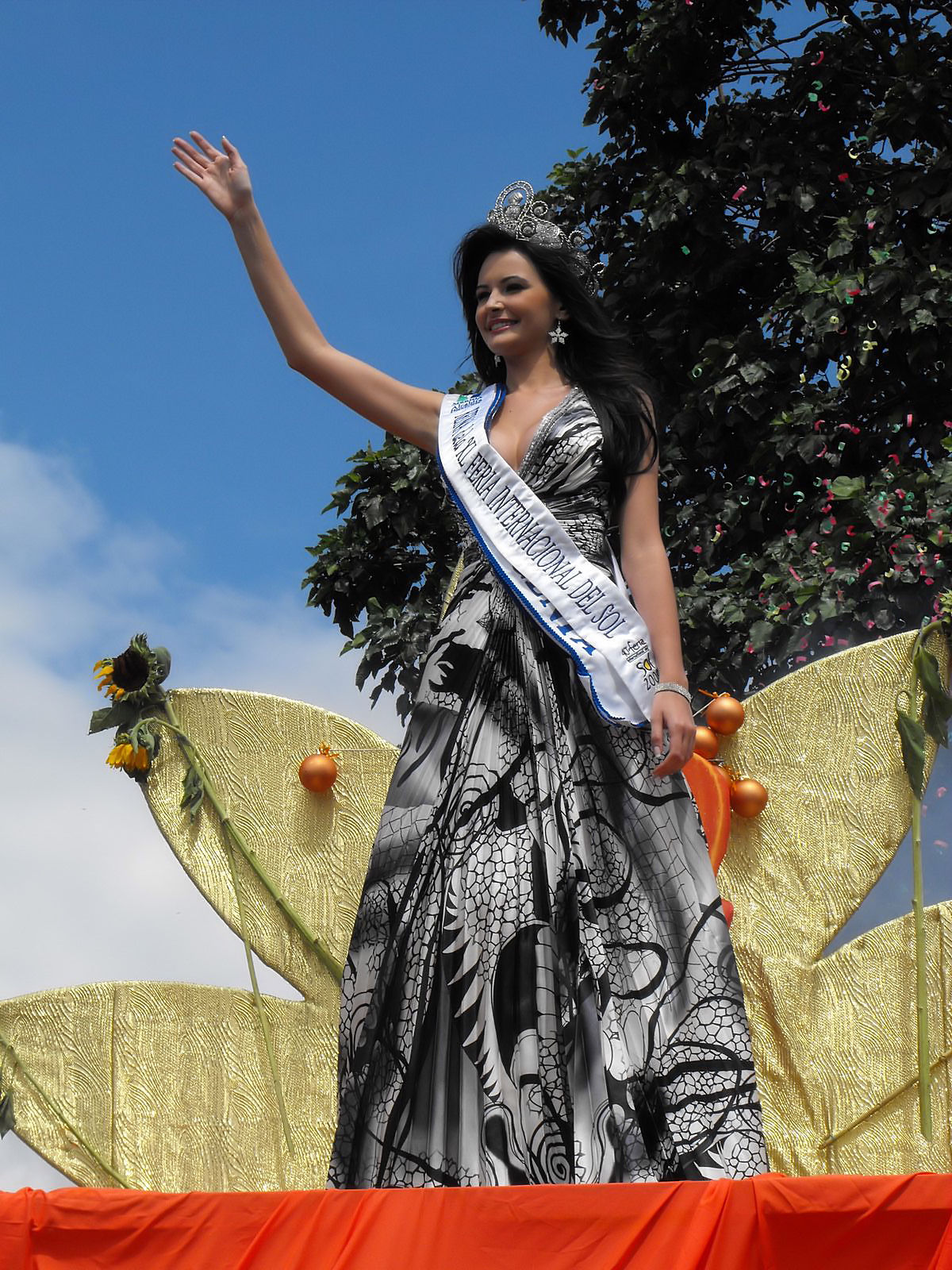
ملکه خورشید ۲۰۰۹ (رینا دل سول ۲۰۰۹)